# Општина Козмешти (Јаши)
Козмешти (рум. Cozmeşti) општина је у Румунији у округу Јаши.
Oпштина се налази на надморској висини од 135 m.